# SMS Leipzig
SMS Leipzig  era un creuer lleuger de la classe Bremen de la Kaiserliche Marine (Marina Imperial Alemanya). El seu nom fa referència a la ciutat alemanya de Leipzig.
Aquest vaixell de guerra estava situat a la costa oest de Mèxic quan va esclatar la Primera Guerra Mundial l'any 1914. Llavors es va unir a la flota de l'almirall Maximilian von Spee i va participar en la batalla de Coronel a les costes de Xile. En aquesta batalla van destruir una esquadra de la Royal Navy enviada per aturar-los. La victòria alemanya va provocar l'almirallat britànic enviés diversos cuirassats i creuers per tal de destruir la flota alemanya.
Ambdues forces es van enfrontar en la batalla de les Malvines, on quasi tots els vaixells de guerra alemanys foren enfonsats. Mentre els creuers cuirassats Scharnhorst i Gneisenau entraven en combat amb els creuers de batalla britànics, l'almirall von Spee va ordenar als creuers lleugers que intentessin escapar. L'SMS Leipzig va ser atrapat i enfonsat pels creuers lleugers britànics, que eren més ràpids i ben armats, HMS Cornwall i HMS Glasgow. Només hi va haver 18 supervivents.